# Jagdstaffel 54
A Jagdstaffel 54, conhecida também por Jasta 54, foi um esquadra de aeronaves da Luftstreitkräfte, o braço aéreo das forças armadas alemãs durante a Primeira Guerra Mundial. A esquadra abateu 20 aeronaves inimigas, incluindo 4 balões.